# 명덕초등학교 (전북)
명덕초등학교는 대한민국 전라북도 장수군 장계면 명덕길 14 (명덕리)에 있었던 초등학교이다. 폐교 이후 후적지에는 2003년 한국마사고등학교가 들어왔다.

## 연혁
- 1934년 3월 31일 장계공립보통학교 부설 명덕간이학교 설립인가
- 1945년 5월 1일 명덕공립국민학교 승격 개교
- 1984년 3월 1일 병설유치원 개원
- 1989년 2월 28일 덕유분교장 통폐합
- 1996년 3월 1일 명덕초등학교로 개칭
- 1999년 3월 1일 장계초등학교로 통폐합